# Cementerio del Cerro de Montevideo
El Cementerio del Cerro se emplaza en el barrio de Villa del Cerro, Montevideo, Uruguay.

## Historia
Este cementerio se fundó en 1868.

## Sepulturas
- Obdulio Varela (1917-1996), futbolista, campeón mundial en 1950.[2]
- Luis Ubiña (1940-2013), futbolista.[3]

Siendo el Cerro un barrio de inmigrantes, varios de ellos se encuentran sepultados aquí.